# Amplirhagada drysdaleana
Amplirhagada drysdaleana är en snäckart som beskrevs av Alan Solem 1981. Amplirhagada drysdaleana ingår i släktet Amplirhagada och familjen Camaenidae. Inga underarter finns listade i Catalogue of Life.